# Giovanni Acci
Giovanni Acci (Firenze, 14 luglio 1910 – Pietrasanta, 12 ottobre 1979) è stato un pittore italiano.

## Biografia

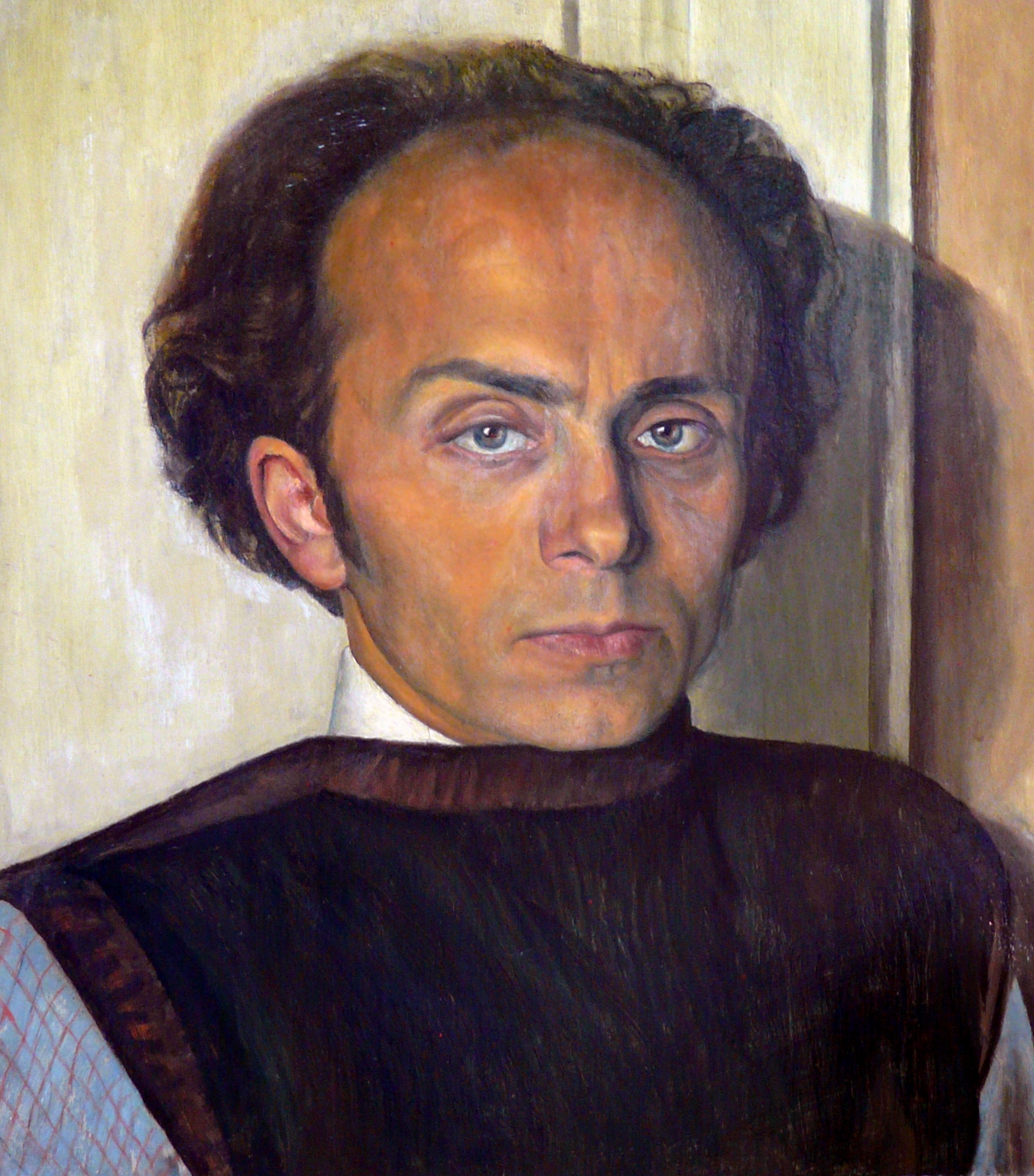
Autoritratto, olio su tavola 1940 (proprietà Paolo Acci).

Arriva alla pittura attraverso altre esperienze artistiche, studia privatamente il violino e si diploma nel 1932 alla Regia Accademia Filarmonica di Bologna.
Inizia lo studio del disegno da autodidatta all'età di ventotto anni e tiene la prima mostra personale nel 1942 al Lyceum nella sua città natale, dove riscuote successo di critica e di pubblico.
Lo scoppio della seconda guerra mondiale interrompe i suoi primi contatti col mondo artistico fiorentino e lo costringe a rifugiarsi, col padre, in un piccolo paese dell'Appennino tosco-emiliano, dove conoscerà la futura moglie, Milena. 
Rientrato a Firenze, dopo aver affrontato traversie di ogni genere, trova la sua casa distrutta e deve adattarsi a vivere in un campo profughi. 
Dal 1947 al '49 si lega ai Pittori Moderni della Realtà, di cui fa parte anche il pittore fiorentino Alfredo Serri, pur mantenendo uno stile molto personale, partecipando a tutte le mostre organizzate dal gruppo.

Donna con i limoni, olio su tela incollata su tavola 1954 (proprietà Maria Acci)

In questi anni viene presentato ad amatori e collezionisti d'arte, tra questi Sandro Rubboli, che gli offre di trasferirsi in Versilia, a Marina di Pietrasanta, dove si sposterà con la famiglia nel 1955. 
Qui conduce una vita ritirata, dedita al lavoro e allo studio, sviluppando uno stile molto personale che ne fa uno dei protagonisti della stagione  figurativa del XX secolo. Allestisce decine di mostre personali  ottenendo numerosi premi e riconoscimenti.
Sue opere figurano nelle maggiori collezioni pubbliche e private in Italia e all'estero: Belgio, Canada, Finlandia, Germania, Principato di Monaco, Svezia, Svizzera, U.S.A.
Muore a Pietrasanta nel 1979.

## Critica
Hanno parlato di lui riviste d'arte e di cultura e i più importanti quotidiani d'Italia.
Saggi critici, monografie, riproduzioni delle sue opere sono negli archivi della Biennale di Venezia, del Museo d'Arte Moderna di Valle Giulia, del Kunsthistorisches Institut in Florenz.
Membro della classe delle Arti di varie Accademie, ha ricevuto numerosi premi e riconoscimenti nazionali e internazionali tra il 1958 e il 1980,  e dopo la prima  mostra personale, con presentazione di Raffaello Franchi, al Lyceum – Firenze, aprile 1942, ha partecipato a collettive in Italia, Svizzera, Francia (Galleria Rol Volmar), U.S.A. (Stable Gallery, Scottsdale e Fenix, Arizona), in Germania (Studentenhaus, Würzburg) e ha tenuto oltre sessanta mostre personali senza contare quelle dopo la sua morte.